# Mateus 4

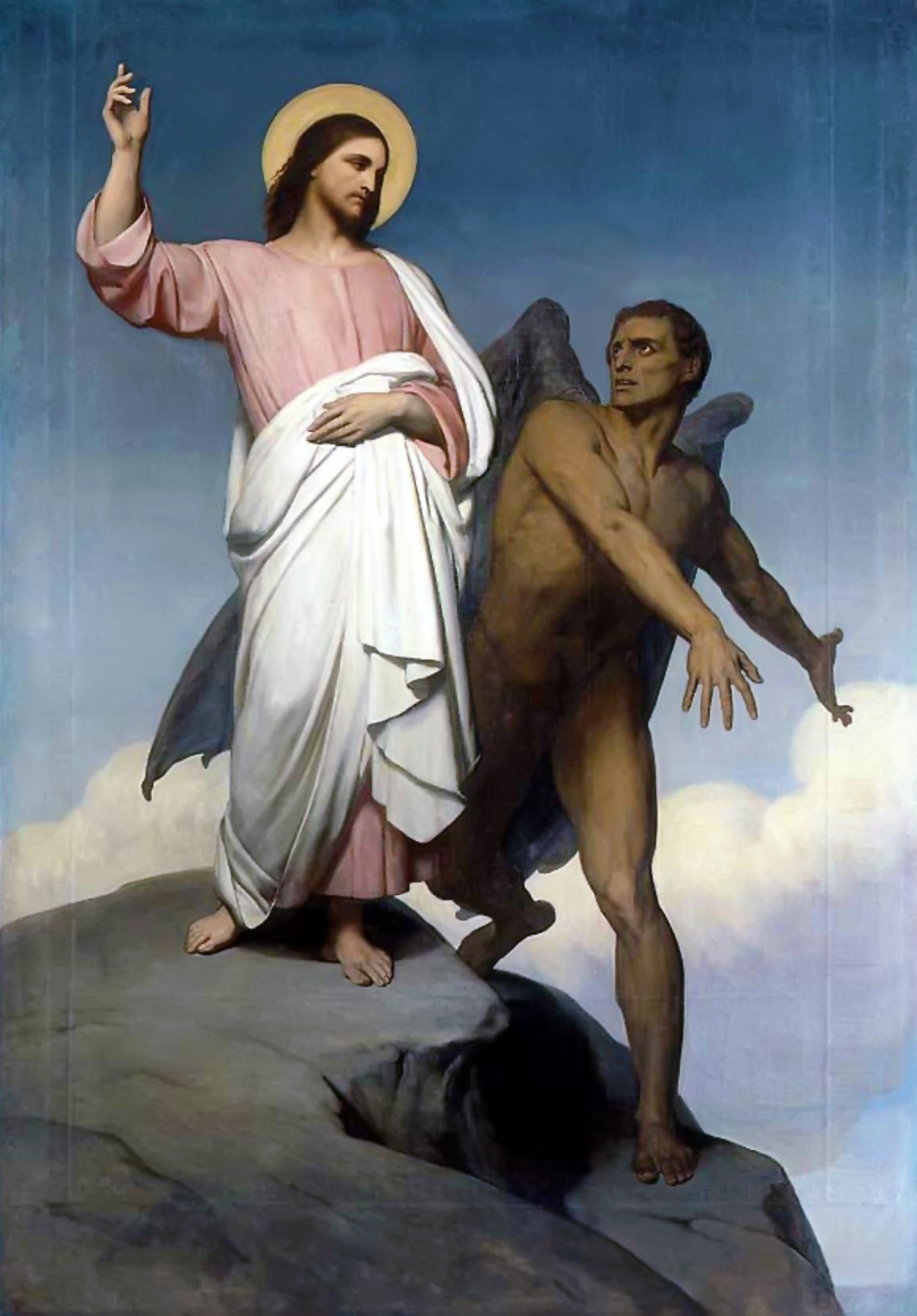
Tentação de Cristo, um dos episódios relatados em Mateus 4.
1854. Por Ary Scheffer, atualmente na Walker Art Gallery, em Liverpool, Inglaterra.

Mateus 4 é o quarto capítulo do Evangelho de Mateus no Novo Testamento da Bíblia e está dividido em duas seções bem distintas. A primeira, Mateus 4:1–11, é o relato de Mateus do episódio conhecido como Tentação de Jesus pelo Diabo. A segunda trata da primeira pregação pública de Jesus e o convite aos primeiros discípulos.

## Tentação
Esta seção é, sem dúvida, a mais estudada do capítulo. Nela, Satã tenta Jesus por três vezes: primeiro com comida para aplacar a fome (Mateus 4:3), depois a mais alta divindade (Mateus 4:6) e, finalmente, com o controle sobre todos os reinos do mundo (Mateus 4:9).
Há diversas teorias sobre este trecho. Uma é que as três tentações mostram Jesus rejeitando diversas visões do prometido "Messias" judaico. Na primeira, ele demonstra que não será um Messias econômico, que usará seus poderes para livrar o mundo da fome. Na segunda, demonstra que não será um fazedor de milagres, que realiza grandes espetáculos, e na terceira, que não será um salvador político e sim um espiritual. Contudo, muitos estudiosos modernos rejeitam esta tese em favor de uma outra, mais popular hoje em dia, de que Jesus estaria demonstrando que não falharia onde o povo de Israel falhou. Há diversas referências ao período depois do Êxodo e esta seção sobre as "Escrituras de Jesus" se baseia nelas. 

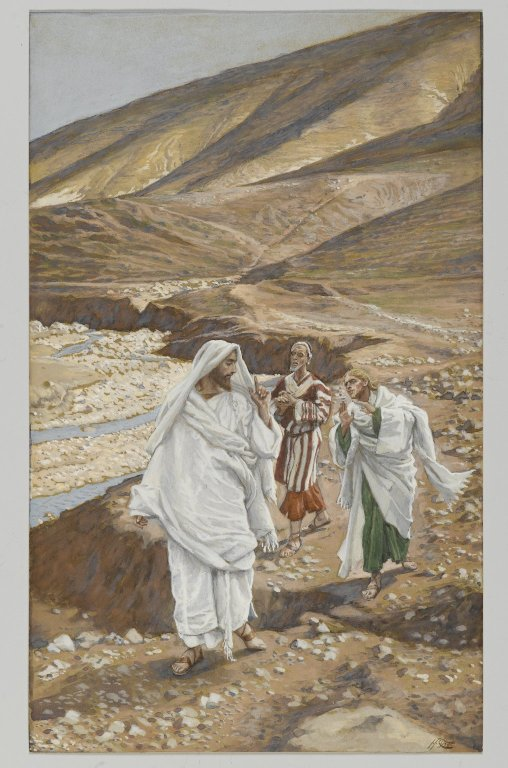
O Chamado de Pedro e André, um dos eventos em Mateus 4.
Entre 1886 e 1894. Por James Tissot, atualmente no Brooklyn Museum, em Nova Iorque.

Em Marcos 1, a narrativa da tentação se estende por dois versículos enquanto Lucas é bastante similar a Mateus, a diferença se restringe a uma distinta escolha de palavras e à inversão da ordem da segunda com a terceira tentação. Acredita-se amplamente que a maior parte desta seção tenha vindo do documento Q. Schweizer nota que Q provavelmente era bastante curto, provavelmente só o diálogo, dado que todo o resto difere entre os dois evangelhos. Hill acredita que Marcos foi escrito assumindo que a audiência já conhece a narrativa da tentação, o que significaria que o diálogo já seria amplamente conhecido pelos primeiros cristãos e não haveria necessidade de se supor que estaria em Q.
Os estudiosos geralmente consideram que o relato de Mateus seria mais parecido com o arranjo original, porém a versão de Lucas é tradicionalmente mais popular. A cena da tentação relatada neste capítulo inspirou diversas obras literárias: é brevemente recontada em "Paraíso Perdido" e novamente, desta vez de forma detalhada e expandida, em "Paraíso Reconquistado"; é também uma importante fonte de inspiração para "Os Irmãos Karamazov" e "Assassinato da Catedral". O livro e o filme "A Última Tentação de Cristo" também expandem o tema deste capítulo.
Há paralelos em Marcos 1 e em Lucas 4.

## Começo do ministério
A segunda metade deste capítulo é geralmente considerada como uma introdução ao Ministério de Jesus, que irá tomar os próximos capítulos deste evangelho começando com o Sermão da Montanha já no próximo capítulo. Depois do retorno de Jesus à Galileia, Mateus introduz os dois principais interlocutores de Jesus. Mateus 4:18–22 descreve Jesus convidando seus primeiros discípulos, quatro pescadores chamados Simão Pedro, André e os filhos de Zebedeu, Tiago e João. Eles abandonam suas posses e famílias e passam a seguir Jesus, tornando-se «pescadores de homens» (Mateus 4:19). Os últimos três versículos relatam a primeira pregação pública de Jesus e os últimos servem de sumário de seu ministério daí em diante: ensinar, pregar e curar.

## Manuscritos
- Papiro 102 - contém os versículos 4:11-12 e 4:22-23.